# Finnmarkbrigade
Die Finnmarkbrigade ist eine geplante Brigade der Norwegischen Streitkräfte. Die Brigade soll ihr Hauptquartier in Porsangermoen haben. Die Finnmarkbrigade soll aus der bestehenden Finnmark-Landverteidung entstehen, welche zurzeit aus nur 400 Soldaten des Posanger-Bataillons und 800 Soldaten des Jägerbataillons besteht. Neu soll die Brigade aus einem Artilleriebataillon, einem leichten Infanteriebataillon, einer Pionierkompanie und einer Aufklärungskompanie aufgestellt werden. Auch neue Luftverteidigung soll zur Brigade kommen. Die Brigade wäre 2032 voll einsatzfähig.
Am 10. Juni 2025 wurde der Oberst John Olav Fuglem zum ersten Kommandeur und zum Brigadegeneral der Finmarkbrigade ernannt. Der neue General übernimmt die Position von Oberst Jørn Qviller, welcher die Finmark-Landverteidigung kommandierte. Wann genau Fuglem seine Position übernimmt, wird noch vom Verteidigungsministerium kommuniziert.